# منتخب قبرص تحت 21 سنة لكرة القدم
منتخب قبرص تحت 21 سنة لكرة القدم هو الممثل الرسمي لقبرص في بطولات كرة القدم تحت 21 سنة. يشارك الفريق في بطولة أوروبا تحت 21 لكرة القدم التي تقام كل عامين.

## وصلات خارجية
- CFA.COM.CY U21 - الموقع الرسمي لمنتخب قبرص تحت سن 21 سنة
- UEFA.COM - منتخب قبرص تحت سن 21 سنة